# Bellary Airport
Bellary Airport är en flygplats i Indien.   Den ligger i distriktet Bellary och delstaten Karnataka, i den södra delen av landet, 1 500 km söder om huvudstaden New Delhi. Bellary Airport ligger 9 meter över havet.
Terrängen runt Bellary Airport är huvudsakligen platt. Bellary Airport ligger nere i en dal. Runt Bellary Airport är det tätbefolkat, med 476 invånare per kvadratkilometer. Närmaste större samhälle är Bellary, 5,0 km sydost om Bellary Airport. Trakten runt Bellary Airport består till största delen av jordbruksmark.